# Trirogma narendrani
Trirogma narendrani là một loài côn trùng cánh màng trong họ Ampulicidae, thuộc chi Trirogma. Loài này được Madhavikutty miêu tả khoa học đầu tiên năm 2004.